# El Camaleón (golfklubb)
El Camaleón är en golfklubb som ligger precis nordost om Playa del Carmen i Quintana Roo i Mexiko. Golfklubben grundades 2006.
Golfbanan designades av den australiske före detta golfspelaren Greg Norman. Den har 18 hål och är totalt 6 423 meter (7 024 yards) och där par är 72.
El Camaleón har stått som värd för Mayakoba Golf Classic (2007–2022) och Liv Golf Mayakoba (2023).